# Alain Wiss
Alain Wiss (Littau, 21 augustus 1990) is een Zwitsers voormalig voetballer die doorgaans speelde als centrale verdediger. Tussen 2007 en 2024 was hij actief voor FC Luzern, FC St. Gallen, SCR Altach en SC Cham. Wiss maakte in 2012 zijn debuut in het Zwitsers voetbalelftal en kwam uiteindelijk tot twee interlandoptredens.

## Clubcarrière
Wiss doorliep de jeugdopleiding bij FC Luzern en bij die club brak hij ook door in het eerste elftal. Op 29 juli 2007 speelde de middenvelder voor het eerst een competitiewedstrijd als profvoetballer, toen er met 2–2 gelijkgespeeld werd in de thuiswedstrijd tegen Young Boys bern. Op 3 september maakte hij zijn eerste doelpunt voor de club. Tijdens een thuisduel met FC Sion (1–1 gelijkspel) scoorde Wiss in de tweede helft de gelijkmaker. Op 25 september 2011 speelde de middenvelder zijn honderdste competitiewedstrijd voor FC Luzern. Op die dag werd er met 2–0 gewonnen van FC Sion en Wiss mocht na een uur spelen invallen.
In de zomer van 2015 maakte hij de overstap naar FC St. Gallen, waar hij zijn handtekening zette onder een verbintenis voor de duur van twee seizoenen. In 2017, toen die twee seizoenen ten einde liepen, verlengde Luzern en Wiss het contract met twee jaar, tot medio 2019. Deze verbintenis werd later met een halfjaar verlengd. In januari 2020 mocht hij transfervrij vertrekken naar SCR Altach. Deze club liet hem na anderhalf jaar gaan en in oktober 2021 tekende Wiss voor SC Cham. In januari 2025 besloot de Zwitser op vierendertigjarige leeftijd een punt achter zijn actieve loopbaan te zetten.

## Clubstatistieken
| Seizoen | Club          | Competitie       | Competitie | Competitie | Beker | Beker | Internationaal | Internationaal | Totaal | Totaal |
| Seizoen | Club          | Competitie       | Wed.       | Dlp.       | Wed.  | Dlp.  | Wed.           | Dlp.           | Wed.   | Dlp.   |
| ------- | ------------- | ---------------- | ---------- | ---------- | ----- | ----- | -------------- | -------------- | ------ | ------ |
| 2007/08 | FC Luzern     | Super League     | 29         | 2          | 2     | 0     | —              | —              | 31     | 2      |
| 2008/09 | FC Luzern     | Super League     | 14         | 0          | 2     | 0     | —              | —              | 16     | 0      |
| 2009/10 | FC Luzern     | Super League     | 25         | 0          | 1     | 0     | —              | —              | 26     | 0      |
| 2010/11 | FC Luzern     | Super League     | 22         | 0          | 2     | 0     | 1              | 0              | 25     | 0      |
| 2011/12 | FC Luzern     | Super League     | 29         | 1          | 4     | 0     | —              | —              | 33     | 1      |
| 2012/13 | FC Luzern     | Super League     | 29         | 4          | 0     | 0     | 2              | 0              | 31     | 4      |
| 2013/14 | FC Luzern     | Super League     | 26         | 3          | 3     | 0     | —              | —              | 29     | 3      |
| 2014/15 | FC Luzern     | Super League     | 26         | 0          | 1     | 0     | 2              | 0              | 29     | 0      |
| 2015/16 | FC St. Gallen | Super League     | 20         | 0          | 3     | 0     | —              | —              | 23     | 0      |
| 2016/17 | FC St. Gallen | Super League     | 20         | 1          | 3     | 0     | —              | —              | 23     | 1      |
| 2017/18 | FC St. Gallen | Super League     | 27         | 2          | 1     | 0     | —              | —              | 28     | 2      |
| 2018/19 | FC St. Gallen | Super League     | 5          | 0          | 0     | 0     | 0              | 0              | 5      | 0      |
| 2019/20 | FC St. Gallen | Super League     | 8          | 0          | 0     | 0     | —              | —              | 8      | 0      |
| 2019/20 | SCR Altach    | Bundesliga       | 9          | 0          | 1     | 0     | —              | —              | 10     | 0      |
| 2020/21 | SCR Altach    | Bundesliga       | 15         | 0          | 0     | 0     | —              | —              | 15     | 0      |
| 2021/22 | SC Cham       | Promotion League | 15         | 1          | 0     | 0     | —              | —              | 15     | 1      |
| 2022/23 | SC Cham       | Promotion League | 20         | 0          | 1     | 0     | —              | —              | 21     | 0      |
| 2023/24 | SC Cham       | Promotion League | 7          | 0          | 1     | 0     | —              | —              | 8      | 0      |
| Totaal  | Totaal        | Totaal           | 346        | 14         | 27    | 0     | 5              | 0              | 378    | 14     |

## Interlandcarrière
Wiss maakte zijn debuut in het Zwitsers voetbalelftal op 26 mei 2012, toen er met 5–3 gewonnen werd van Duitsland. Van bondscoach Ottmar Hitzfeld mocht de middenvelder een aantal minuten voor het einde van het duel invallen voor Granit Xhaka. Wiss nam met het Zwitsers olympisch voetbalelftal onder leiding van bondscoach Pierluigi Tami deel aan de Olympische Spelen van 2012 in Londen. Daar werd de ploeg in de voorronde uitgeschakeld na een gelijkspel tegen Gabon (1–1) en nederlagen tegen Zuid-Korea (1–2) en Mexico (0–1).
| Interlands van Alain Wiss voor Zwitserland | Interlands van Alain Wiss voor Zwitserland | Interlands van Alain Wiss voor Zwitserland | Interlands van Alain Wiss voor Zwitserland | Interlands van Alain Wiss voor Zwitserland | Interlands van Alain Wiss voor Zwitserland | Interlands van Alain Wiss voor Zwitserland |
| №                                          | Datum                                      | Wedstrijd                                  | Uitslag                                    | Competitie                                 | Goals                                      |                                            |
| Als speler bij FC Luzern                   | Als speler bij FC Luzern                   | Als speler bij FC Luzern                   | Als speler bij FC Luzern                   | Als speler bij FC Luzern                   | Als speler bij FC Luzern                   | Als speler bij FC Luzern                   |
| ------------------------------------------ | ------------------------------------------ | ------------------------------------------ | ------------------------------------------ | ------------------------------------------ | ------------------------------------------ | ------------------------------------------ |
| 1                                          | 25 mei 2012                                | Zwitserland – Duitsland                    | 5 – 3                                      | Vriendschappelijk                          |                                            |                                            |
| 2                                          | 30 mei 2012                                | Zwitserland – Roemenië                     | 0 – 1                                      | Vriendschappelijk                          |                                            |                                            |